# 土谷百合香
土谷 百合香（つちや ゆりか）は、日本の女性声優、司会者。三重県出身。
以前は、青二プロダクションに所属していた。現在は、Office Sekiguchi（有限会社オフィス関口）に所属。

## 出演作品

### テレビアニメ
1994年
- ツヨシしっかりしなさい（子供A）

1995年
- 黄金勇者ゴルドラン（園児）
- ちびまる子ちゃん（第2期）（男の子）
- ロミオの青い空（少年A）

1997年
- 勇者王ガオガイガー（女子大生）

1998年
- 花さか天使テンテンくん（蕺ハジメ(ドクダミハジメ)）

2003年
- オモヒノタマ〜念珠（ショウタ）

### 劇場アニメ
2004年
- オモヒノタマ〜念珠（ショウタ）

### ゲーム
1998年
- ヒロインドリーム2（エキストラボイス）

### 司会
- イベント
- 婚礼二次会
- プリンスホテル婚礼司会

### 舞台
- 三越劇場「はなになったねこ」 - ピッピ－・ララ 役

### イベント
- 練馬区主催「練馬アニメフェスティバル」

### その他
- 〈アニメ〉燠津丸（燠津丸）※インターネット配信WEB紙芝居